# Tricyphona (Tricyphona) elegans invaripes
Tricyphona (Tricyphona) elegans invaripes is een ondersoort van de tweevleugelige Tricyphona (Tricyphona) elegans uit de familie Pediciidae. De ondersoort komt voor in het Oriëntaals gebied.